# 萊德福德 (伊利諾伊州)
萊德福德（英語：Ledford）是位於美國伊利諾伊州薩林縣的一個非建制地區。該地的面積和人口皆未知。

## 地理
萊德福德的座標為37°42′00″N 88°35′24″W / 37.70000°N 88.59000°W，而該地的平均海拔高度為134米（即440英尺）。